# Gare de Vitnyéd-Csermajor
La gare de Vitnyéd-Csermajor (en hongrois : Vitnyéd-Csermajor vasútállomás) est une halte ferroviaire hongroise, située à Vitnyéd.